# 鄭昇和
鄭 昇和（現地音読み:チョン・スンファ、日本語読み:てい しょうわ,、ハングル:정승화, 1929年2月27日 - 2002年6月12日）は大韓民国の軍人。最終階級は陸軍大将。
第22代陸軍参謀総長などを歴任したが、参謀総長在任中に国軍保安司令官の全斗煥少将と対立し、最終的に全斗煥が起こした粛軍クーデターにより逮捕、投獄された。
本貫は延日鄭氏。

## 経歴
- 1947年　韓国陸軍士官学校第5期生として卒業、韓国軍陸軍将校に任官。
- 1950年　第18連隊大隊長
- 1953年　第3師団作戦参謀
- 1961年　第2軍団作戦参謀
- 1962年　陸軍防諜部隊隊長
- 1964年　歩兵第7師団長
- 1967年　国防部人事局長
- 1968年　陸軍本部人事参謀次長
- 1968年10月　陸軍総合行政学校校長
- 1969年　第1軍参謀長
- 1970年　陸軍本部企画管理参謀部長
- 1973年　第3軍団長
- 1975年　第24代陸軍士官学校長
- 1977年　第1軍司令官
- 1978年　陸軍大将任官
- 1979年　第22代陸軍参謀総長

とここまでは順調に軍歴を重ねた。
しかし同年10月26日、朴正煕暗殺事件発生時に韓国中央情報部長金載圭（暗殺実行犯）に呼ばれて現場に居合わせたことが弱みになった。その直後に金載圭と共に陸軍本部に向かったが、当初は大統領警護室長車智澈（実際は朴正煕共々射殺された）が朴正煕暗殺を実行したと誤認しており、車智澈の動きを抑えるべく首都警備司令部に命令して青瓦台を包囲すると共に、警護室次長の李在田陸軍中将に警護室を動かさないよう命令している。結局金載圭が暗殺実行犯であることが判明した際には、憲兵を動員して金載圭を逮捕した。
その後は戒厳司令官に就任したが、合同捜査本部長を務めていた全斗煥国軍保安司令官（当時）と対立し、最終的に同年12月12日に全斗煥が実行した粛軍クーデターにより金載圭の共犯容疑を掛けられ、同日夜に当時自宅だった陸軍参謀総長公邸で逮捕・投獄された。この取調中、保安司令部によって拷問も受けた。
1980年に軍法会議にかけられ、金載圭は共犯関係を否定していたものの、懲役10年の刑が宣告（後に懲役7年に減刑）、合わせて大将から二等兵に降格の上予備役編入させられた。執行猶予により釈放され、1981年には恩赦された後は静かに生活を送っていたが、1987年11月に金泳三に請われ統一民主党顧問に就任して政界に進出。しかし1987年大韓民国大統領選挙で金泳三は盧泰愚に敗北し、1988年4月に統一民主党顧問を辞任して早くも政界から退いた。
その後は予備役陸軍大将の階級や年金受給権を回復し、1997年には共犯容疑について無罪判決が下されるなど名誉回復が行われる傍ら、全斗煥や盧泰愚の裁判の際には証人として法廷に立った。1999年には第6代星友会会長に就任している。
2002年6月12日、死去。73歳没。1999年から高血圧や糖尿病に悩まされた上、晩年にはパーキンソン病を患っていたという。

## 余談
自身の回顧録によると、朴正煕暗殺事件後に金載圭と共に陸軍本部に向かった際、陸軍本部の憲兵に「私は参謀総長だ」と言って入ろうとしたが、「どこの大学の総長ですか？」と言われて一時通行できず、別の将校が鄭に気付いたためにすぐ陸軍本部に入ることができたという。当時鄭本人は軍服ではなく私服（スーツ）姿だった上、自身の専用車ではなく金載圭の専用車で陸軍本部に来た状況だった。このエピソードは『ユゴ 大統領有故』で描かれている。

## 関連作品
映画
- 『KCIA 南山の部長たち』（2020年） - キム・ミンサンが鄭昇和をモデルとしたチャン・スンホ（張勝昊）を演じている。
- 『ソウルの春』（2023年） - イ・ソンミンが鄭昇和をモデルとしたチョン・サンホを演じている。

テレビドラマ
- 『第5共和国』（2005年） - パク・イナンが鄭昇和を演じている。